# Concordat
Pour les articles homonymes, voir Concordat (homonymie).
Cet article concerne de manière générale les accords entre le Saint-Siège et un autre pays. Pour plus spécifiquement le régime concordataire en Alsace et en Moselle, voir Concordat en Alsace-Moselle.

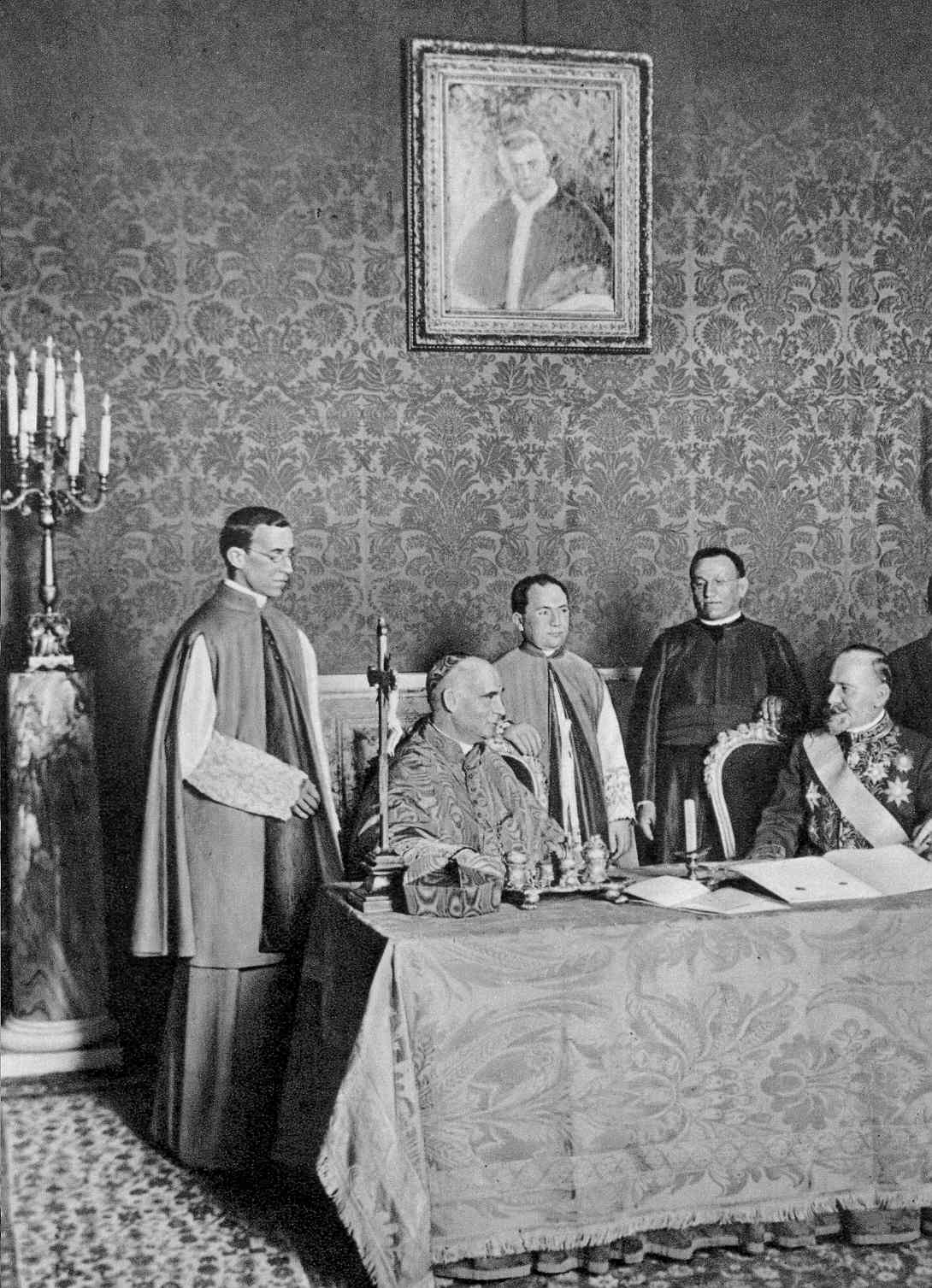
Le cardinal Merry del Val et Milenko Vesnić signant le concordat entre le Saint-Siège et la Serbie en juin 1914. Au second rang à gauche, se tient Eugenio Pacelli, futur pape Pie XII.

En matière politico-religieuse, un concordat (du latin médiéval concordatum, « accord, traité ») est un traité signé entre le Saint-Siège et un État particulier (ou entre un souverain et le pape pour l'Europe pré-moderne) dans le but de définir les domaines respectifs et éclaircir les relations entre l'Église catholique et les autorités civiles du pays signataire (ou concordataire).
Selon la situation politique du pays, et selon ses relations avec le Vatican, le concordat peut comporter des clauses libérales et d'autres plus restrictives. En particulier, les concordats doivent respecter la déclaration sur la liberté religieuse formulée par le concile Vatican II le 7 décembre 1965.

## Liste des concordats
- Il est généralement admis que le concordat de Worms (1122), mettant fin à la querelle des Investitures, est le premier concordat jamais signé entre l'Église (le pape Calixte II) et un État, le Saint-Empire (Henri V) ;
- avec le Saint-Empire :
  - concordat de Worms (1122)
  - concordat germanique (1448)
- avec la France :
  - le concordat de Bologne (1516) conclu dans le règne de François Ier qui légalise les pratiques gallicanes de la monarchie française ;
  - le concordat de 1801 et le concordat de Fontainebleau de 1813 sous l'Empire, toujours en vigueur en Alsace-Moselle ;
  - le concordat du 11 juin 1817 conclu sous le règne de Louis XVIII, jamais entré en vigueur ;
- avec l'Espagne : 
  - concordat de 1753,
  - concordat de 1851,
  - concordat du 27 août 1953, durant la période franquiste,
  - quatre accords concordataires du 3 janvier 1979 ;

- avec le royaume des Pays-Bas : concordat de 1827 ;
- avec l'Empire russe : concordat du 3 août 1847 ; concordat du 23 décembre 1882 ;
- avec le Costa Rica : concordat de 1852 ; annulé par le Costa Rica 1884 ;
- Avec l'Autriche :
  - avec l’Autriche : concordat de 1855 durant le règne de François-Joseph Ier,
  - Avec la république d'Autriche concordat du 5 juin 1933, complété par une convention sur les questions patrimoniales du 23 juin 1960[1] ;
- avec Haïti : concordat du 28 mars 1860 ;
- avec la Pologne : 
  - concordat du 10 février 1925, conclu avec la République
  - concordat du 28 juillet 1993, conclu avec la République ;
- avec l’Italie : 
  - concordat de 1803 : le catholicisme est reconnu religion d'État conclu avec la République italienne.
  - accords du Latran du 11 février 1929 conclus avec le royaume ;
  - accord de la Villa Madame du 18 février 1984, qui remplace le concordat mais non le traité de droit international ;
- avec l’Allemagne :
  - États allemands : 
    - Différents concordats avec les États allemands depuis 1817 jusqu'à 1932,
    - Différents concordats avec les Länder après 1949, le plus récent en 2005 avec la ville libre de Hambourg ;

  - Avec le Reich :
    - concordat du 20 juillet 1933 avec le gouvernement allemand sous Hitler,
- avec le Portugal : 
  - Royaume de Portugal
    - concordat du 23 juin 1886

  - Deuxième République : 
    - concordat du 7 mai 1940,

  - Troisième République
    - concordat du 18 mai 2004 ;
- avec la Colombie : concordat du 12 juillet 1973 ;
- avec Israël : accords de 1993[réf. nécessaire], jamais totalement ratifiés ;
- avec l’OLP en 2000[réf. nécessaire] ;
- avec la république fédérative du Brésil, convention sur le statut juridique de l'Église catholique au Brésil, 13 novembre 2008[2] ;
- un concordat est prévu avec le Liechtenstein (voir Église catholique au Liechtenstein)[3].

À ces accords portant le nom officiel de concordats s'ajoutent des accords sur des points précis. Ainsi, l'Italie a signé le 23 mai 1932 une convention sur la vénération d'Antoine de Padoue ; le Portugal a signé le 18 juillet 1950 un accord sur les sièges épiscopaux dans l'ancien empire colonial.